# Der krasse Fuchs (Film)
Der krasse Fuchs ist ein im Studentenmilieu der Kaiserzeit spielender deutscher Stummfilm von Conrad Wiene mit einer jungen Nachwuchsschauspieler-Besetzung (Hanni Reinwald, Hans Brausewetter, Werner Pittschau, Harry Hardt) in den Hauptrollen. Die Geschichte basiert auf dem gleichnamigen Roman (1906) von Walter Bloem.

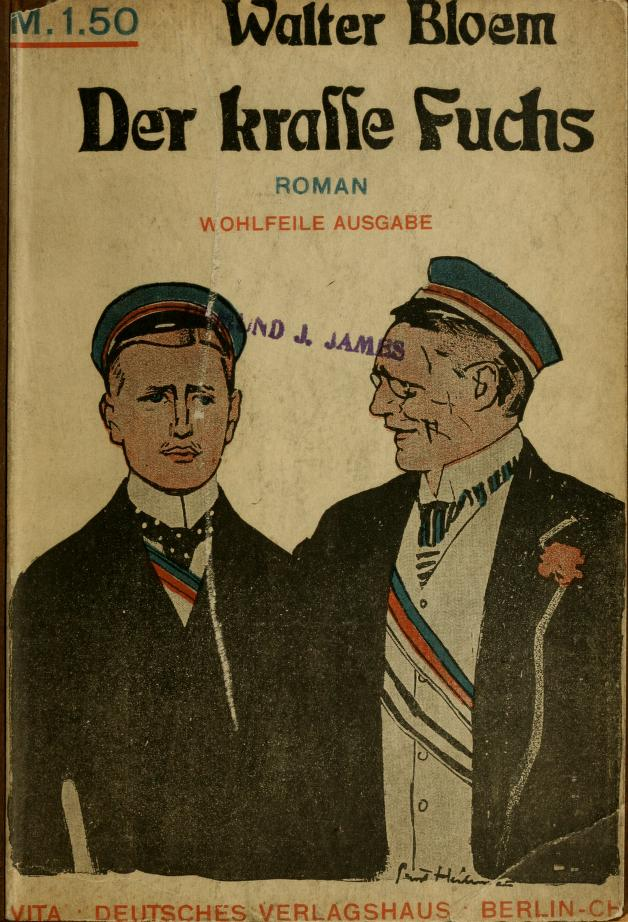
Das Cover der literarischen Vorlage von Walter Bloem (1911)

## Handlung
Die oft von deutsch-nationalem und reaktionären Wertvorstellungen geprägte studentische Welt mit ihren (schlagenden) Verbindungen und ihren Ehrenkodizes der Vorkriegszeit unter Kaiser Wilhelm II. steht hier im Mittelpunkt des Geschehens. Als Neuankömmling, als krasser Fuchs, tritt der gutbürgerliche Studiosus Werner Achenbach in die Studentenverbindung „Cimbria“ ein. Vieles ist ihm neu, und er muss sich erst einmal mit den sehr eigentümlichen Sitten und Gepflogenheiten des Verbindungslebens, wie dem Fechten von Mensuren und den feucht-fröhlichen Trinkgelagen, gewöhnen. Auch seine ersten Kontakte mit dem anderen Geschlecht laufen nicht eben konfliktfrei.
Liebesbegegnungen führen hier bei ihm und seinen Korpskameraden zu bisweilen tragischen Konsequenzen: Achenbach hat sich Hals über Kopf in Rose, die Tochter seiner Zimmerwirtin, verliebt. Diese Beziehung wird argwöhnisch von dem Anstandswauwau Franz, Roses Bruder, beäugt. Ein anderes, das der Mitstudent Willy Klauser von Herzen liebt, entscheidet sich für einen Anderen, weil dessen sichere Stellung einen besseren Lebensstandard verspricht. Der erfahrene Student Hans Scholz, Senior des Corps, hat eine Liebschaft mit der braven Lenchen Trimp begonnen. Sie wird schwanger von ihm, sagt ihm aber nichts. „Casanova“ Scholz hat derweil längst ein Auge auf ein anderes Mädchen, ausgerechnet Werners Rose, geworfen. Dies löst eine Kettenreaktion an menschlichen Katastrophen aus.
Lene spricht mit Rose über ihren Kummer mit Hans, was Rose jedoch nicht davon abhält, sich weiterhin von Scholz umgarnen zu lassen. Franz ertappt Scholz dabei, wie dieser mit seiner Schwester herumpoussiert. Obwohl nichts Tiefergehendes passiert ist (was Franz aber nicht weiß), fordert Roses Bruder Hans Scholz zum Duell, um die (angeblich befleckte) Ehre seiner Schwester wiederherzustellen. Derweil nimmt sich die vertrauensselige, brave Lenchen das Leben, weil sie tatsächlich an die große, reine Liebe geglaubt hatte und angesichts Scholzens Verhalten menschlich tief enttäuscht ist. Gemäß der Moralvorstellungen jener Jahre hätte für sie ein Weiterleben Schande und Schmach bedeutet. Lenes Tod führt dazu, dass auch Hans nur noch eine Möglichkeit sieht, sein Fehlverhalten zu sühnen: den Freitod.

## Produktionsnotizen
Der krasse Fuchs entstand 1924/25, passierte am 21. Januar 1926 die Filmzensur und wurde am 4. März desselben Jahres in Berlins Schauburg uraufgeführt. Die Länge des Sechsakters betrug 2175 Meter. In Österreich lief der Film unter dem Titel Studentenliebe.
Max Knaake schuf die Filmbauten, Adolf Essek übernahm die Aufnahmeleitung.
Der zur Drehzeit 22-jährige Werner Pittschau und die 20-jährige Valerie Boothby standen hier mutmaßlich das erste Mal vor einer Filmkamera.

## Kritiken
Wiens Kino-Journal meinte: „Wieder ein Ausschnitt aus dem Studentenleben … aber durchaus keine Wiederholung, Nachahmung, sondern vielmehr das ähnliche Thema, das gleiche Milieu in einer ganz anderen, eigenartigen Auffassung. (…) Nur daß das Liebesmoment hier durchaus auf Moll gestimmt ist. (…)Trotz aller tollen, lustigen, trinkfreudigen Szenen dennoch eine ernste Geschichte, zu deren Ende Totenglocken und Friedhofssänge erschallen.“
In der Filmbote ist zu lesen: „Dieser … Film zeigt einen ebenso reizvollen wie an packenden und tragischen Momenten reichen Ausschnitt aus dem Studentenleben …“
Mein Film urteilte: „Der Film ist, dank der entsprechenden Besetzung, trotz seinem tragischen Ausgang, voll Jugend und Frische.“
Die Stunde wiederum resümierte: „Von Liebe und Leid junger lebensheißer Menschen singt der Film ein trauriges Lied. Wie sie sich suchen, finden, verlieren. Wie diese halben Kinder den Tod rufen, ohne das Leben zu kennen. (…) Das alles wird, getragen von einer starken Regie und ausgezeichneten Schauspielern, lebensecht, tief eindringlich gezeigt.“